# Roman Jakuba
Roman Jurijowycz Jakuba (ukr. Роман Юрійович Якуба, ur. 23 kwietnia 2001 we Lwowie) – ukraiński piłkarz, występujący na pozycji obrońcy w polskim klubie Zagłębie Lubin. Młodzieżowy reprezentant Ukrainy.

## Kariera klubowa

### Drużyny młodzieżowe
Naukę gry w piłkę nożną rozpoczął w Poszuk Sychiwśka Himnazija z Lwowa. Później grał w amatorskim klubie Opir Lwów, skąd w 2014 przeniósł się do FK Lwów. W 2016 przeniósł się do akademii Szachtara Donieck. Zawodnik grał dla obu klubów w ukraińskiej lidze młodzieżowej. W 2018 przeniósł się do młodzieżowej drużyny Doniecka, dla której przez lata rozegrał ponad 50 meczów.

### Valmiera FC
Z czasem został włączony do pierwszej drużyny Szachtara Donieck, jednak nie zdołał wywalczyć sobie miejsca w składzie. Jego kontrakt dobiegł końca i w lipcu 2021, jako wolny agent, przeniósł się do łotewskiego klubu Valmiera FC, z którym podpisał kontrakt do 2024. Jak później poinformował sam zawodnik, zimą 2021 miał również ofertę z rosyjskiego klubu PFK Soczi, ale ostatecznie odmówił. Zadebiutował dla Valmiery 4 sierpnia 2021 w meczu przeciwko FK Liepāja. W swoim debiutanckim sezonie zagrał dla klubu w zaledwie 6 meczach we wszystkich rozgrywkach. Ponadto został wicemistrzem Łotwy.
Swoją debiutancką bramkę dla klubu zdobył 23 kwietnia 2022, w spotkaniu przeciwko SK Super Nova. W lipcu 2022 Ukrainiec wraz z Valmeirą wziął udział w kwalifikacjach do Ligi Konferencji Europy. Pierwszy mecz w europejskich pucharach rozegrał 21 lipca 2022, w meczu przeciwko północnomacedońskiemu klubowi Shkëndija Tetowo. Dodatkowo udało mu się zdobyć asystę w tym meczu. W czasie sezonu 2022 stał się jako podstawowym obrońcą klubu, a zakończył go mistrzostwem Łotwy.

### Puszcza Niepołomice
Na zasadzie wypożyczenia 16 stycznia 2023 trafił do Puszczy Niepołomice, która wypożyczyła go z Valmiery na pół roku, do końca czerwca 2023. Dla małopolskiego klubu zadebiutował 11 lutego 2023, gdy w spotkaniu przeciwko Stali Rzeszów, wszedł na boisko jako zmiennik Tomasza Wojcinowicza w 75. minucie. Z Puszczą zajął 5. miejsce premiowane grą w barażach o Ekstraklasę. W pierwszym meczu, grająca na wyjeździe Puszcza, wysoko pokonała Wisłę Kraków 4:1, a w finale baraży zwyciężyła po dogrywce Bruk-Bet Termalica Nieciecza 3:2. 23 lipca 2023 Jakuba zadebiutował w Ekstraklasie (90 minut w meczu pierwszej kolejki z Widzewem 2:3). 14 meczów ligowych później, w piętnastej kolejce, strzelił premierowego gola w tej klasie rozgrywkowej – na 1:0 w wygranym 2:0 meczu z Wartą Poznań, w sezonie2024/25 klub skorzystał z opcji wykupienia zawodnika.

### Zagłębie Lubin
2 lipca 2025 ogłoszono podpisanie przez Jakubę kontraktu z Zagłębiem Lubin.

## Sukcesy

### Klubowe
- Mistrzostwo Łotwy: 2022
- Wicemistrzostwo Łotwy: 2021